# Targhe d'immatricolazione dell'Armenia

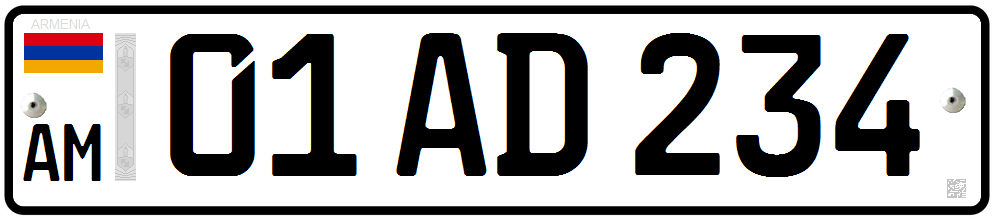
Modello di targa armena standard

Le targhe d'immatricolazione dell'Armenia sono destinate ad identificare i veicoli immatricolati nel Paese transcaucasico.

## Caratteristiche e modifiche intervenute

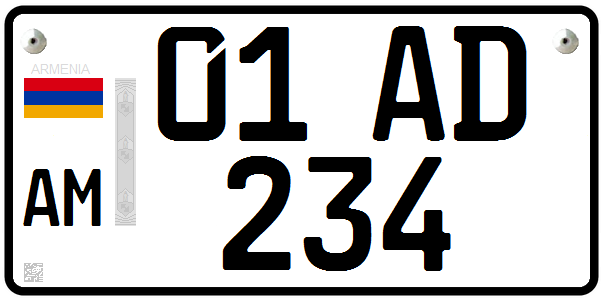
Targa posteriore su due linee di un veicolo intestato a un proprietario privato

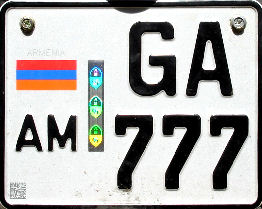
Esempio di formato per motocicli

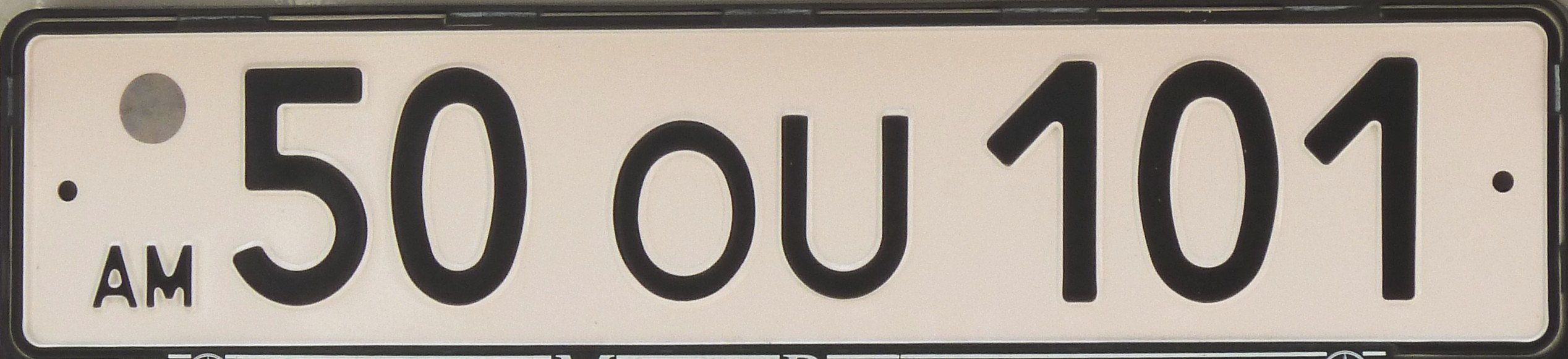
Formato utilizzato per veicoli privati dal 1996 al 6 agosto 2014

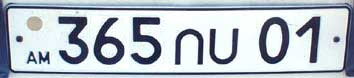
Targa per persone giuridiche (nello specifico della Polizia) con formato emesso dal 1996 al 6 agosto 2014

Le targhe più diffuse sono rettangolari, di dimensioni conformi agli standard europei (520 × 113 mm) e con caratteri neri alfanumerici su sfondo bianco riflettente. Sono composte, da sinistra a destra, da due cifre che identificano l'area di immatricolazione (non presenti nei motocicli e nei ciclomotori), due lettere ed altre tre cifre. Il numero di due cifre nei veicoli intestati a proprietari privati precede le lettere, mentre segue le lettere se il veicolo è intestato ad una persona giuridica, cioè a società, corpi, enti pubblici.
Si trovano in circolazione anche targhe disposte su due righe, sia posteriori per autoveicoli di produzione americana o giapponese (320 × 160 mm) sia per motoveicoli (240 × 130 mm dal 2015, in precedenza 305 × 152 mm). 
A sinistra è scritta la sigla internazionale AM sopra la quale, dal 6 agosto 2014, è posizionata la bandiera armena. Sempre a sinistra sono impressi un ologramma di sicurezza, adesivo e di forma circolare, attestante l'avvenuto pagamento del bollo automobilistico, e un codice Data Matrix. Una striscia olografica verticale è anteposta al primo numero. 
Le targhe dei motocicli e dei ciclomotori hanno le due lettere in alto e un numero progressivo di tre cifre (da 001) in basso; in quelle dei rimorchi e delle macchine agricole, al contrario, le cifre (quattro) sono posizionate sulla linea superiore e le lettere su quella inferiore. Dal 1996 al 6 agosto 2014 le lettere erano più piccole delle cifre, come nelle targhe russe, e i caratteri meno marcati rispetto a quelli del FE-Schrift attualmente utilizzati.
Fino al 2010 i motocicli (le cui dimensioni erano 305 × 152 mm fino al 2015) e i rimorchi (228 × 226 mm) mantennero il formato sovietico; le sigle per questi veicoli erano rispettivamente LL e  AP o AП. Presumibilmente fino al 2000 anche i veicoli speciali per la manutenzione delle strade e le macchine agricole avevano targhe simili all'ultima serie di quelle sovietiche; i codici loro assegnati erano LS, SL o LL.
Nelle targhe attuali vengono usate le seguenti lettere: A, B, C, D, E, F, G, H, I, J, K, L, M, N, O, P, Q, R, Տ (che nell'alfabeto armeno corrisponde alla lettera latina "T"), T, Ս (che corrisponde alla lettera latina "S"), V, W, X, Y e Z. 
"G" e "I", nelle combinazioni "GG" e "II",  sono utilizzate dal 6 agosto 2014 esclusivamente nei veicoli della Polizia e della Procura Generale della Repubblica. Sono state aggiunte: la lettera "X" nei primi mesi del 2016, la "B" e la "H" nel 2017, la "J" nel 2018, la "E", la "K", la "W" e la "Y" nel 2019.
Da giugno 2016 l'emissione e il rilascio di targhe personalizzate sono stati autorizzati limitatamente al formato ordinario (ovvero quello che misura 520 × 113 mm) per veicoli privati, con una sola lettera invece di due, del tipo 99 A 999.
Il numero composto da due cifre fino a tutto il 2006 indicava sempre la provincia di immatricolazione secondo lo schema sotto riportato. Il sistema entrò in crisi quando le attrezzature per la produzione di targhe iniziarono ad essere ordinate in Germania. 
Dal 2007 i codici numerici sono distribuiti tra le province in modo caotico, mentre quelli emessi centralmente vanno da 11 a 35.
| Codici numerici                          | Area d'immatricolazione                                                                     |
| ---------------------------------------- | ------------------------------------------------------------------------------------------- |
| 1–11, 13, 19, 61–68                      | Città di Erevan                                                                             |
| 12, 27–29                                | Provincia di Armavir                                                                        |
| 14, 45–49                                | Provincia di Širak                                                                          |
| 15, 21, 23–24                            | Provincia di Aragaçotn                                                                      |
| 16, 31–35                                | Provincia di Geġark’ownik’                                                                  |
| 17, 42–43                                | Provincia di Kotayk'                                                                        |
| 18, 56                                   | Provincia di Vayoc' Jor                                                                     |
| 25–26                                    | Provincia di Ararat                                                                         |
| 36–39, 41                                | Provincia di Loṙi                                                                           |
| 51–54                                    | Provincia di Syunik                                                                         |
| 57–59                                    | Provincia di Tavowš                                                                         |
| 20, 30, 40, 44, 50, 55, 60, 69–89, 91–99 | codici individuali o di organi statali non indicanti la zona d'immatricolazione del veicolo |

## Targhe provvisorie
Da aprile 2016 le targhe provvisorie consistono in etichette adesive con caratteri neri su fondo bianco: un numero di quattro cifre è anteposto ad una banda gialla verticale sulla quale è indicato il giorno sopra il mese (es.: 01 = gennaio) oppure il mese sopra il giorno di scadenza della validità; a destra sono posizionate due lettere seriali partendo da AA. È documentato un formato simile con le lettere TT fisse (iniziali di Temporary Transit) seguite dalla banda gialla (con le due cifre indicanti giorno e mese della validità) e da un numero a quattro cifre. Si presume che le etichette con le due lettere seriali siano per periodi brevi di validità, mentre quelle con le lettere TT siano per periodi più lunghi.

## Sigle speciali e loro significato

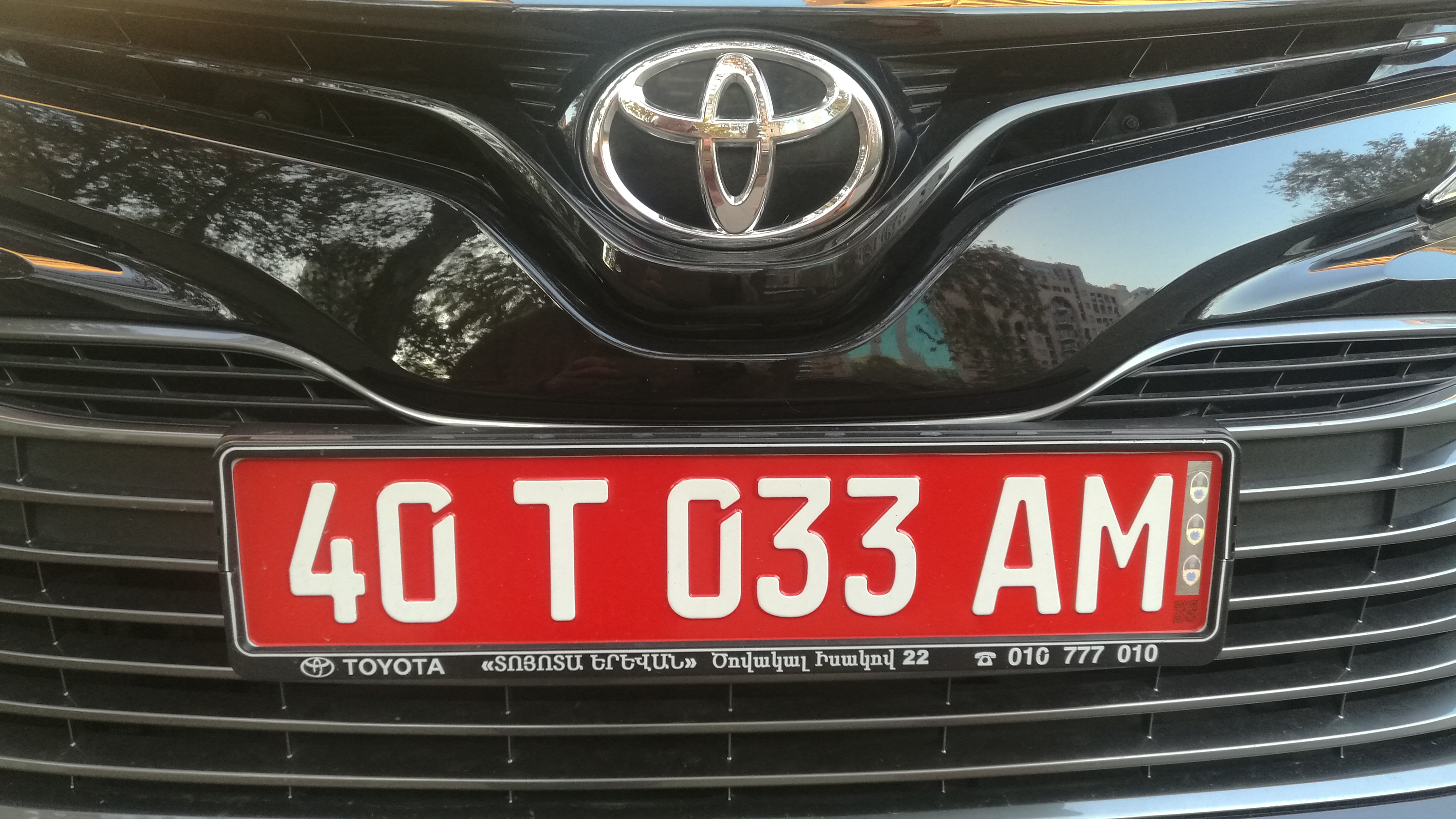
Targa apposta sulla vettura del personale tecnico-amministrativo di un'ambasciata o un consolato

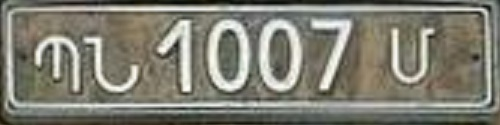
Targa di un automezzo del Ministero dell'Interno; la lettera a destra del numero indica che il veicolo è adibito al trasporto di passeggeri (invece S = trasporto merci)

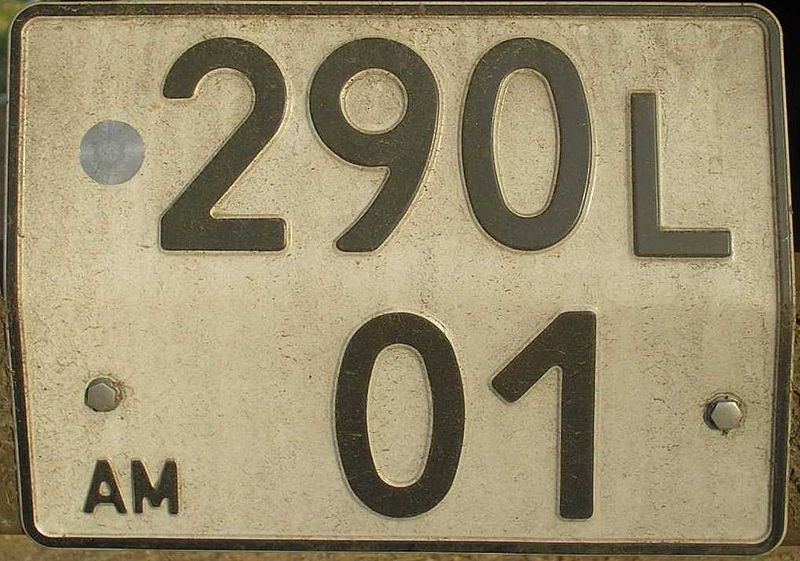
Targa su due righe di un rimorchio commerciale con formato pre-2014

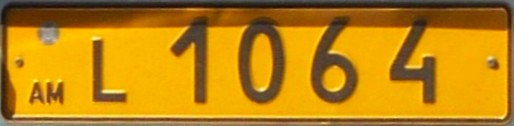
Formato terminato a ottobre 2013 per taxi extraurbani

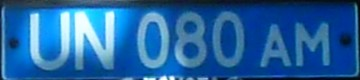
Targa di un veicolo delle Nazioni Unite

- ARM (lettere bianche su sfondo azzurro o celeste seguite da tre cifre nere su fondo bianco) - Vettura utilizzata per le cerimonie ufficiali dello Stato
- BB - Ministeri e dipartimenti governativi (da marzo 2017)
- BB 01 - Comitato delle entrate statali
- D (bianco su rosso, codice seguito da un numero di tre cifre e dalle lettere fisse AM o, fino al 2014, ARM) - Personale diplomatico
- DD - Organizzazione di proprietà dello Stato o società per azioni privata (fino al 5 agosto 2014)
- FF - Ministero delle Finanze
- GG 01 - Procura Generale della Repubblica
- GG 02–GG 99 - Personale del Ministero della Difesa (dal 6 agosto 2014)
- HH 01, HH 11 - Assemblea Nazionale dell'Armenia
- II - Polizia (dal 6 agosto 2014)
- L - Rimorchio
- L (nero su giallo, la lettera segue le cifre) - Autobus o minibus adibito al trasporto extraurbano[2]
- LA - ?
- LL - Ministeri e dipartimenti governativi
- LO - Organizzazione di proprietà dello Stato
- ՊԲ[3] - Ministero della Difesa, Esercito Nazionale (Պէտական Բանակ)
- ՊՆ - Ministero dell'Interno (Պաշտպանության Նախարարություն)
- NN - Consiglio di Sicurezza
- ՈU - Polizia (fino al 5 agosto 2014)[4]
- NV - Servizio investigativo speciale
- OO 01, OO 11 - Assemblea Nazionale
- OO 63 - Croce Rossa tedesca
- OP, OR - Polizia (dal 6 agosto 2014)
- OS 01 - Corte Costituzionale
- OS 02–14 - Polizia (dal 6 agosto 2014)
- OV - Organizzazione di proprietà dello Stato o società per azioni privata (fino al 5 agosto 2014)
- PP - Assemblea Nazionale
- ԱԿ - Rimorchio militare
- S (nero su giallo, la lettera segue le cifre) - Autobus o minibus adibito al trasporto urbano[5]
- SL - Polizia nazionale (fino al 2006)
- SL 01, SL 33 - Dirigenza ed amministrazione della Banca Centrale nazionale
- SO 01 - Pubblici Ministeri
- SS - Polizia locale (fino al 2006)
- SS - Servizio di Sicurezza Nazionale (dal 2007)
- SS 01 - Corte di Cassazione o d'appello
- SS 03–07, 60, 70, LU, UL - Autorità governative
- T (bianco su rosso, codice seguito da un numero di tre cifre e dalle lettere fisse AM o, fino al 2014, ARM) - Personale tecnico-amministrativo accreditato presso un'ambasciata o un consolato
- UN (bianco su celeste, codice seguito da un numero a tre cifre e dalle lettere fisse di dimensioni più piccole AM) - Nazioni Unite (United Nations)
- 001UU - Presidente della Repubblica
- VV - Ministero delle situazioni di emergenza

## Repubblica di Artsakh (ex Nagorno-Karabakh)

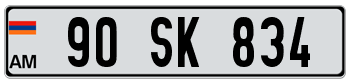
Targa standard di un veicolo della repubblica di Artsakh

Le targhe d'immatricolazione della repubblica di Artsakh, emesse nella repubblica autoproclamatasi indipendente il 10 dicembre 1991, utilizzano lo stesso sistema e formato di quelle armene. Poiché attualmente non esiste un vincolo obbligatorio di un numero a una regione, non è sempre possibile distinguerle dalle targhe corrispondenti alle altre aree di immatricolazione, sebbene vengano solitamente usati i codici numerici identificativi 22 e 90 (es.:22 AB 123).